# Суперлига Швајцарске у фудбалу
Суперлига Швајцарске у фудбалу је најјача фудбалска лига у Швајцарској. Од сезоне 2022/23. Највише титула до сада освојио је ФК Грасхопер (27). 

## Систем такмичења
Суперлига Швајцарске садржи 10 тимова који играју по четвороструком лига-систему. Последњепласирана у лиги игра следеће сезоне у Другој лиги Швајцарске, претпоследњи тим кроз бараж покушава да обезбеди опстанак у најјачој лиги, играјући против другопласираног тима из Друге лиге Швајцарске. Првопласирани тим обезбеђују место у другом колу квалификација за УЕФА Лигу шампиона, другопласирани и трећепласирани тим у другом колу квалификација за УЕФА Лигу конференције.

## Шампиони (1897—1933)
| - 1897/98: ФК Грасхопер - 1898/99: ААК Цирих - 1899/00: ФК Грасхопер - 1900/01: ФК Грасхопер - 1901/02: ФК Цирих - 1902/03: ФК Јанг Бојс - 1903/04: ФК Санкт Гален - 1904/05: ФК Грасхопер - 1905/06: ФК Винтертур - 1906/07: ФК Сервет - 1907/08: ФК Винтертур - 1908/09: ФК Јанг Бојс - 1909/10: ФК Јанг Бојс - 1910/11: ФК Јанг Бојс - 1911/12: ФК Арау - 1912/13: ФК Лозана - 1913/14: ФК Арау - 1914/15: ФК Брил - 1915/16: ФК Ксамакс | - 1916/17: ФК Винтертур - 1917/18: ФК Сервет - 1918/19: ФК Етоил Спортинг - 1919/20: ФК Јанг Бојс - 1920/21: ФК Грасхопер - 1921/22: ФК Сервет - 1922/23: ФК Берн (одузета титула) - 1923/24: ФК Цирих - 1924/25: ФК Сервет - 1925/26: ФК Сервет - 1926/27: ФК Грасхопер - 1927/28: ФК Грасхопер - 1928/29: ФК Јанг Бојс - 1929/30: ФК Сервет - 1930/31: ФК Грасхопер - 1931/32: ФК Лозана - 1932/33: ФК Сервет - 1933/34: ФК Сервет - 1934/35: ФК Лозана |

## Шампиони (од 1933)
| - 1935/36: Лозана - 1936/37: Грасхопер - 1937/38: Лугано - 1938/39: Грасхопер - 1939/40: ФК Сервет - 1940/41: ФК Лугано - 1941/42: Грасхопер - 1942/43: Грасхопер - 1943/44: ФК Лозана - 1944/45: Грасхопер - 1945/46: ФК Сервет - 1946/47: ФК Бил - 1947/48: ФК Белинцона - 1948/49: ФК Лугано - 1949/50: ФК Сервет - 1950/51: ФК Лозана - 1951/52: Грасхопер - 1952/53: ФК Базел - 1953/54: ФК Шо де Фондс - 1954/55: ФК Шо де Фондс - 1955/56: Грасхопер - 1956/57: Јанг Бојс - 1957/58: Јанг Бојс | - 1958/59: Јанг Бојс - 1959/60: Јанг Бојс - 1960/61: ФК Сервет - 1961/62: ФК Сервет - 1962/63: ФК Цирих - 1963/64: ФК Шо де Фондс - 1964/65: ФК Лозана - 1965/66: ФК Цирих - 1966/67: ФК Базел - 1967/68: ФК Цирих - 1968/69: ФК Базел - 1969/70: ФК Базел - 1970/71: Грасхопер - 1971/72: ФК Базел - 1972/73: ФК Базел - 1973/74: ФК Цирих - 1974/75: ФК Цирих - 1975/76: ФК Цирих - 1976/77: ФК Базел - 1977/78: Грасхопер - 1978/79: ФК Сервет - 1979/80: ФК Базел - 1980/81: ФК Цирих | - 1981/82: Грасхопер - 1982/83: Грасхопер - 1983/84: Грасхопер - 1984/85: ФК Сервет - 1985/86: Јанг Бојс - 1986/87: ФК Ксамакс - 1987/88: ФК Ксамакс - 1988/89: ФК Луцерн - 1989/90: Грасхопер - 1990/91: Грасхопер - 1991/92: ФК Сион - 1992/93: ФК Арау - 1993/94: ФК Сервет - 1994/95: Грасхопер - 1995/96: Грасхопер - 1996/97: ФК Сион - 1997/98: Грасхопер - 1998/99: ФК Сервет - 1999/00: ФК Санкт Гален - 2000/01: Грасхопер - 2001/02: ФК Базел - 2002/03: Грасхопер - 2003/04: ФК Базел | - 2004/05: ФК Базел - 2005/06: ФК Цирих - 2006/07: ФК Цирих - 2007/08: ФК Базел - 2008/09: ФК Цирих - 2009/10: ФК Базел - 2010/11: ФК Базел - 2011/12: ФК Базел - 2012/13: ФК Базел - 2013/14: ФК Базел - 2014/15: ФК Базел - 2015/16: ФК Базел - 2016/17: ФК Базел - 2017/18: Јанг Бојс - 2018/19: Јанг Бојс - 2019/20: Јанг Бојс - 2020/21: Јанг Бојс - 2021/22: Цирих - 2022/23: Јанг Бојс - 2023/24: Јанг Бојс - 2024/25: ФК Базел |

## Вечна табела
| Клуб              | број титула        |
| ----------------- | ------------------ |
| ФК Грасхопер      | 27                 |
| ФК Базел          | 21                 |
| ФК Сервет         | 17                 |
| ФК Јанг бојс      | 17                 |
| ФК Цирих          | 13                 |
| ФК Лозана         | 7                  |
| ФК Винтертур      | 3                  |
| ФК Лугано         | 3                  |
| ФК Шо де Фондс    | 3                  |
| ФК Ксамакс        | 3                  |
| ФК Арау           | 3                  |
| ФК Сион           | 2                  |
| ФК Санкт Гален    | 2                  |
| ААК Цирих         | 1                  |
| ФК Брил           | 1                  |
| ФК Етоил Спортинг | 1                  |
| ФК Бил            | 1                  |
| ФК Луцерн         | 1                  |
| ФК Белинцона      | 1                  |
| ФК Берн           | 1 (одузета титула) |